# Mr. President (gruppo musicale)
Mr. President è stato un gruppo musicale eurodance tedesco di Brema, famoso per la hit Coco Jamboo pubblicata nel 1996, con la quale hanno raggiunto la posizione numero 21 in classifica nella Billboard Hot 100 americana. Fino al 1993, il gruppo era conosciuto come Satellite One.

## Storia

### Le origini
Il gruppo è fondato a Brema nel 1991 dai Dj Jens Neumann e Kai Matthiesen con il nome di Satellite One. Nonostante il duo si esibisca inizialmente senza vocalist, presto sceglie di avere dei cantanti per poter raggiungere il successo nelle principali classifiche. Così sono ingaggiati la diciottenne nativa di Brema Daniela Haak e il rapper statunitense George Jones per dare un volto al gruppo, che presto diventa un trio con l'ingresso della quindicenne Judith T-Seven Hildebrandt. L'insistenza dell'ultima arrivata di essere conosciuta come T-Seven convince gli altri a crearsi degli pseudonimi, diventando la Haak Lady Danii e Jones Sir Prophet.
Dopo alcuni anni di esibizioni nei club senza lo sperato successo radiofonico, Neumann e Matthiesen, ora manager e produttori, cambiano nome alla band in Mr. President, dove 'Mr' avrebbe significato M come Music e R come Rhythm. Con il nuovo nome il gruppo pubblica una hit di genere underground dance chiamata MM (Marilyn Monroe) nel 1993.

### Up'N Away e nuova formazione
Dopo il successo del primo singolo, Mr. President irrompe nelle classifiche con la canzone Up'N Away. Ma non appena il singolo raggiunge il successo all'inizio del 1994, George Jones se ne va per via di dissapori interni al gruppo. Nonostante il gruppo venga brevemente abbandonato, Neumann ingaggia Delroy Lazy D Rennalls per irmpiazzarlo. Dopo lunghi mesi a registrare in studio, Mr. President pubblica il suo primo album Up'N Away - The album con una nuova versione di Up'N Away cantata insieme a Lazy D. Altre tre canzoni dell'album saranno scelte come singoli (I Follow the Sun, 4 On the Floor e Gonna Get Along), e ciascuna di esse entrerà nelle classifiche europee.

### Coco Jamboo
Il 1996 vede Mr. President abbandonare le sue radici dance in favore di un suono più leggero ed esotico. Lo dimostra la hit con influenze reggae Coco Jamboo. Non solo la canzone diventa la sua più grande hit di sempre in Germania, Austria e Svizzera (dove anche i precedenti singoli entrarono in classifica), Coco Jamboo diventa il primo singolo di Mr. President a classificarsi nella chart inglese raggiungendo la posizione numero 8 e in quella statunitense dove si piazzano al ventunesimo posto della Billboard Hot 100. L'album che contiene la hit Coco Jamboo, We See The Same Sun, regalerà altri due singoli che saranno di successo in tutt'Europa.

### Nightclub e Space Gate
Nella speranza di capitalizzare il successo di We See the Same Sun, Mr. President sceglie ancora sonorità leggere per l'album del 1997 Nightclub. Jojo Action, il primo singolo, prolunga il successo del gruppo e raggiunge la posizione numero 3 persino in Australia. Seguiranno altri tre singoli che si piazzeranno nelle classifiche europee, non raggiungendo il successo in quelle statunitensi.
Durante la campagna per Nightclub del 1997, Lady Danii prende una breve pausa dal gruppo Mr. President per tentare una carriera da solista.
Nel frattempo, la stessa Lady Danii e T-Seven vengono accusate di non usare le proprie voci nelle canzoni di Mr. President. Per spegnere la polemica, Neumann e Matthiesen appaiono in un'intervista televisiva sul canale tedesco VIVA e spiegano che le voci delle cantanti sono originali, ma modificate con tecniche di editing durante le registrazioni.
Un anno dopo Mr. President distribuisce Space Gate, che marca un ritorno ai suoni dance degli inizi. Give a Little Love e Simbaleo si dimostrano dei moderati successi, ma non saranno raggiunti i successi del 1996.

### A Kind of... Best! e Golden Super Hits
Dopo diversi mesi lontano dagli studi di registrazione, nel 1999 Mr. President si prepara al nuovo millennio con A Kind of... Best!, la loro prima raccolta. Nel CD è inclusa Up'N Away 2k che però non lascerà il segno neppure in Germania. Come triste conseguenza al mancato successo della compilation, Judith Hildebrandt lascia il gruppo nel febbraio del 2000 per intraprendere la carriera solista. Si decide così di concentrare gli sforzi per pubblicare una nuova raccolta, Golden Super Hits, che uscirà alla fine del 2000.

### Forever & One Day e nuovaLineup
Mr. President torna in auge agli inizi del 2001 dopo aver ingaggiato la cantante Nadia Ayche. Finalmente il gruppo può finalmente esibirsi dal vivo, ma già nel 2002 la Ayche viene allontanata a seguito di malumori col resto del gruppo. Sarà sostituita da Myra Beckmann e incominceranno le registrazioni per il nuovo album. Dopo circa un anno in sala di registrazione, nel 2003 esce Forever & One Day. Love, Sex and Sunshine è il nuovo singolo e, dopo più di quattro anni lontano dalle chart, Mr. President torna in classifica raggiungendo la posizione numero 23 in Germania. Il singolo seguente, Forever & One Day è commercializzato qualche settimana dopo e si piazza alla posizione numero 51. Dopo solamente pochi mesi dall'inizio del nuovo tour, la Beckmann è costretta a lasciare il gruppo per motivi di salute. La Haak e Rennalls rimarranno così da soli fino alla fine del tour. Ancora una volta il gruppo ha perso la voce femminile principale, ma si rimedierà ingaggiando la cantante pop Franziska Franzi Frank.

### Ultimi lavori e scioglimento
Subito dopo la conclusione del Forever & One Day tour, il gruppo annuncia le proprie intenzioni di pubblicare un nuovo album. Nonostante l'annuncio, non sarà mai commercializzato nulla e le apparizioni di Mr. President si limiteranno ad alcuni eventi live fino al 2006. Nel 2005 sarà pubblicato solamente su iTunes il primo e ultimo singolo con la voce di Franzi, Sweat (A La La La La Long), una cover. Sempre solamente su iTunes sarà pubblicato un ultimo singolo, Megamix 2006, un insieme di tutti i più grandi successi di Mr. President in un'unica traccia. Restano le ultime performance, ma il destino del gruppo è ormai segnato. Nel 2008 Lazy, Frank e Haak annunciano che seguiranno vie indipendenti.

## Discografia

### Album
- Up'N Away - The Album (1994)
- We See The Same Sun (1996)
- Nightclub (1997)
- Space Gate (1999)

### Raccolte
- Mr. President (1997) solo U.S.A.
- A Kind of... Best! (2000)
- Forever & One Day (2003)

### Singoli
- MM (1993)
- Up'N Away (1994) disco d'oro in Germania[1]
- I'll Follow the Sun (1995)
- 4 On the Floor (1995)
- Gonna Get Along (Without Ya Now) (1995)
- Coco Jamboo (1996) disco di platino in Germania[2] e Australia[3], disco d'oro in Austria[4], Svezia[5] e Svizzera[6] e disco d'argento in Gran Bretagna[7]
- I Give You My Heart (1996) disco d'oro in Germania[8]
- Show Me The Way (1996)
- Coco Jamboo (Christmas Version) (1996)
- Gonna Get Along re-release (1996)
- Jojo Action (1997) disco d'oro in Germania[8]
- Take Me To The Limit (1997)
- Where Do I Belong (1997)
- Happy People (1998)
- Give a Little Love (1999)
- Simbaleo (1999)
- Up'n Away 2k (2000)
- Love, Sex & Sunshine (2003)
- Forever & One Day (2003)
- Sweat (A La La La La Long) (2005)
- Megamix 2006 (2006)

## Componenti
- Lady Danii (Daniela Haak; 1991–2008)
- T-Seven (Judith Hildebrandt; 1991–2000)
- Sir Prophet (George Jones; 1993–1994)
- Lazy D (Delroy Rennalls; 1994–2008)
- Nadia Ayche (2001–2002)
- Myra (Myriam Beckmann; 2002–2003)
- Franzi (Franziska Frank; 2003–2008)